# Die Brücke (1949)
Die Brücke ist ein deutscher Spielfilm der DEFA, der unter der Regie von Arthur Pohl entstand und 1949 in die Kinos kam.

## Handlung
Nach dem Ende des Zweiten Weltkriegs erreicht eine Gruppe Umsiedler eine Kleinstadt in Mitteldeutschland, die von Zerstörungen verschont geblieben ist. Den Neuankömmlingen, die in einem Umsiedlerlager unterkommen, das mit einer Brücke vom eigentlichen Ort getrennt ist, schlägt Misstrauen und Ablehnung der Dorfgemeinschaft entgegen. Auch der Sprecher der Umsiedler, Michaelis, kann trotz seines Engagements kaum ein Umdenken bei den Erwachsenen bewirken. Die Jugend setzt sich über Ressentiments hinweg: Michaelis’ Tochter Hanne verliebt sich in den Neffen des Bürgermeisters Martin. Der wird auch von der Gastwirtin des Ortes Therese umworben. Als sich Martin für Hanne entscheidet, lässt Therese aus Rache die Brücke ansägen – Michaelis verunglückt daraufhin auf der Brücke tödlich.
Therese verursacht später durch Fahrlässigkeit einen Brand, der bald das halbe Dorf erfasst. Die Umsiedler, deren Lager durch die zerstörte Brücke vom Dorf getrennt wurde, durchschwimmen daraufhin den Fluss und helfen tatkräftig bei der Rettung des Dorfes. Intrigantin Therese wiederum kommt beim Brand in ihrem eigenen Haus ums Leben. Der gemeinsame Bau einer neuen Brücke bringt schließlich Neuankömmlinge und Alteingesessene zusammen.

## Hintergrund
Die Brücke wurde 1948 im Atelier Berlin-Johannisthal gedreht. Die Außenaufnahmen entstanden in Zehdenick an der Havel und zum großen Teil in Wusterhausen/Dosse. Erich Zander und Artur Günther waren für die Bauten zuständig. Der Film erlebte am 28. Februar 1949 im Berliner Filmtheater am Friedrichshain seine Premiere. 
Es war das Regiedebüt von Artur Pohl, der auch das Drehbuch schrieb; Wolfgang Zeller, der die Filmmusik komponierte, übernahm eine Nebenrolle als blinder Umsiedler.

## Kritik
Die zeitgenössische Kritik lobte den Regisseur für seine „Fähigkeit, Gedankliches in Bilder umzusetzen“, auch wenn „die Aufnahmetechnik den Absichten des Regisseurs nicht immer zu folgen vermag“. Dennoch wurden die „Schwächen des Drehbuchs, das sich allzu kraß des Zufalls bedient“, kritisiert. Auch der fehlende innovative Gehalt war Anlass zur Kritik, so befand ein Rezensent, dass der Film nur wiedergebe, „was man schon hundertmal und besser gesehen hat“.
Aktuelle Kritiken nannten den Film einen Prototyp der DEFA-Filme, „die Gegenwartsprobleme zwar anpackten, sie aber durch Kolportage-Geschichten entschärften“.